# Don't Stop (童子-Tの曲)
「Don't Stop」（ドント・ストップ）は、日本の歌手、童子-Tの9枚目のシングルである。2007年5月16日発売。発売元はユニバーサルミュージック。

## 概要
- KREVAプロデュース。
- コーラスにデビュー前の青山テルマ、SONOMIが参加している。
- PV監督はテグチユウタ。

## 収録曲
1. Don't Stop[4:39]
作詞：童子-T／作曲：KREVA
2. Special Girl feat.HI-D[4:51]
作詞：童子-T・HI-D／作曲：G.M-KAZ
3. Don't Stop (Instrumental)[4:39]
4. Special Girl feat.HI-D (Instrumental)[4:48]

## 収録アルバム

### Don't Stop
- オリジナル『ONE MIC』（2007年8月29日）

### Special Girl feat.HI-D
- オリジナル『ONE MIC』（2007年8月29日）

## タイアップ
- Don't Stop：テレビ東京系『流派-R』オープニングテーマ